# Тагашур
 Тагашур  (удм. Туго шур)— деревня в Балтасинском районе Татарстана. Входит в состав Ципьинского сельского поселения.

## География
Находится в северо-западной части Татарстана на расстоянии приблизительно 16 км на север по прямой от районного центра поселка Балтаси.

## Название
Слово происходит из чувашского языка как "Така Шур" - "Баранье Болото". Слово "така" в чувашском читается как "тага" так как глухое "К" озвончивается до "Г" когда стоит между двух гласных.

## История
Основана не ранее 1768 года. В 1880-е годы часть населения разъехалась после сильного пожара.

## Население
Постоянных жителей было: в 1795 году — 25, в 1811 — 74 души мужского пола, в 1897 — 71, в 1905—256, в 1920—333, в 1926—266, в 1938—340, в 1949—142, в 1958—147, в 1970—156, в 1979—141, в 1989—122, в 2002 году 129 (удмурты 98 %), в 2010 году 132.